# ウェルテル (オペラ)

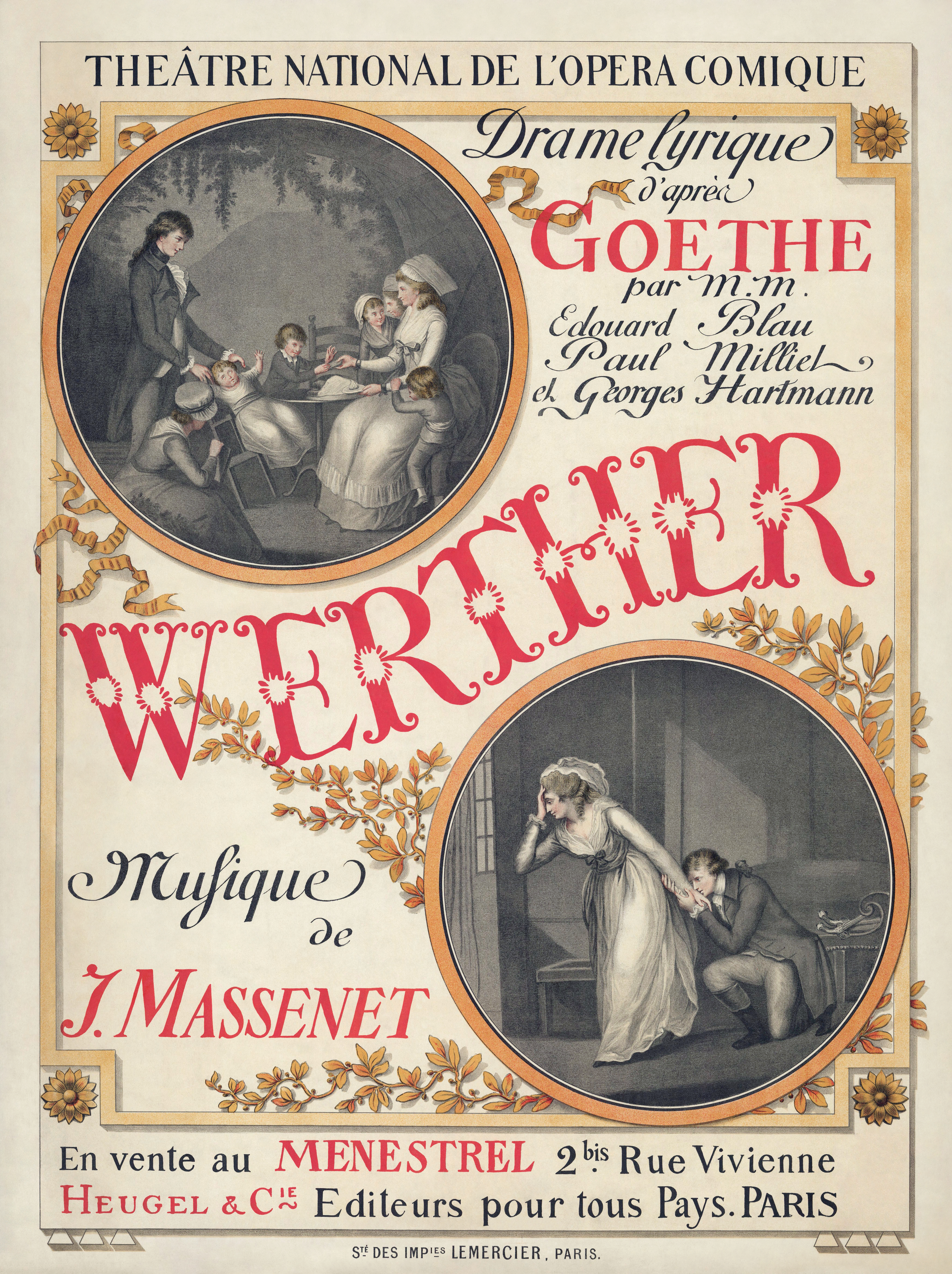
フランス初演時のポスター

『ウェルテル』（Werther）は、ジュール・マスネが作曲した全4幕のオペラ。ドイツの作家ゲーテのシュトゥルム・ウント・ドラングの代表的小説『若きウェルテルの悩み』を題材にしている。抒情劇（ドラム・リリック）と呼ばれることもある。
『タイス』や『マノン』と並んで、マスネの代表作の一つとして数えられる。劇中の「手紙の歌」や「オシアンの歌」などは単独でも歌われる有名なアリアである。

## 作曲の経緯

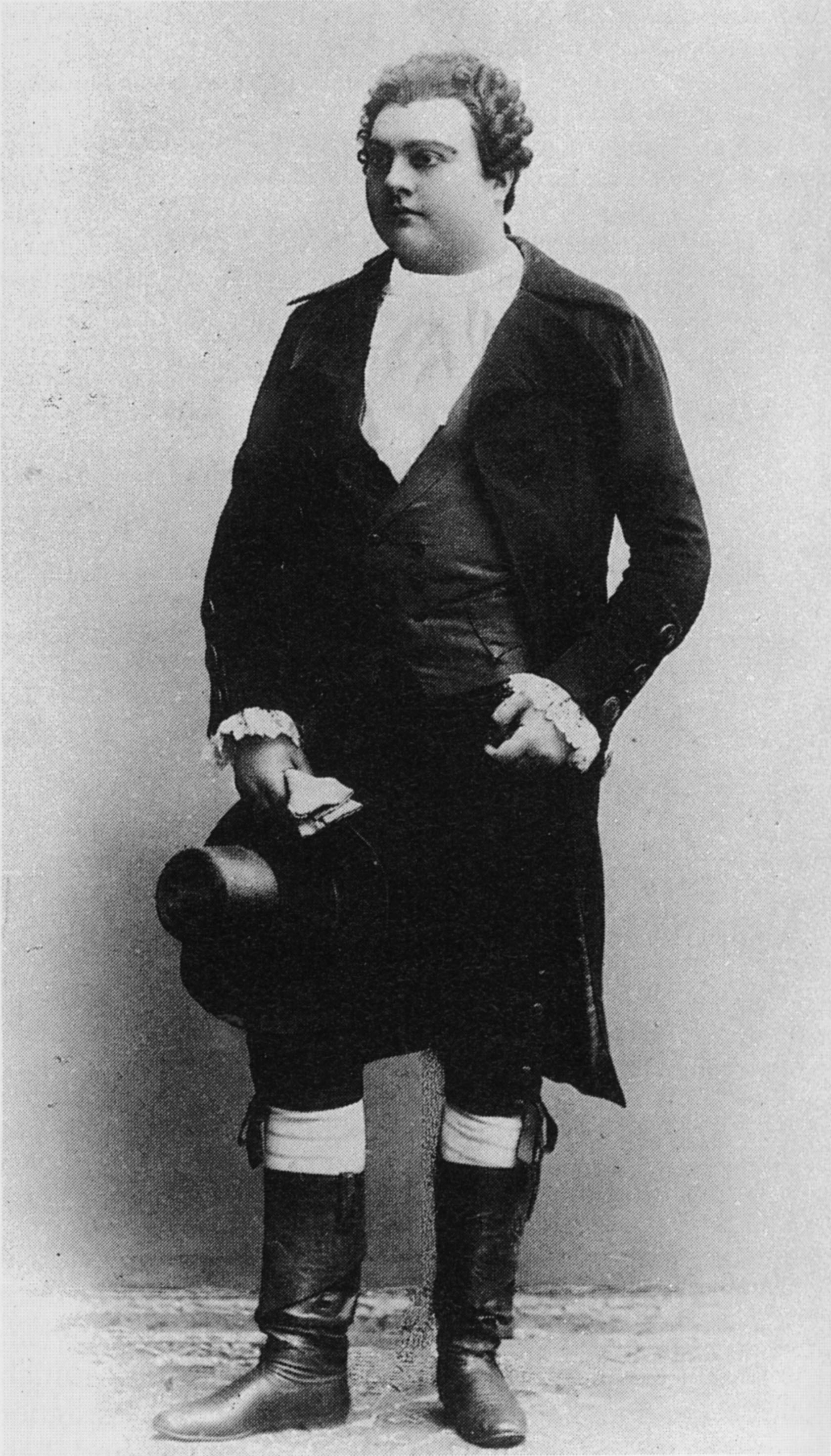
初演でウェルテルを演じたエルネスト・ヴァン・ダイク

マスネの回想録によれば、1886年に楽譜出版社のジョルジュ・アルトマンと共に、ワーグナーの『パルジファル』を観劇するために初めてバイロイトへ旅行し、その帰途ヴェッツラーに立ち寄った際に、アルトマンがマスネにゲーテの原作（フランス語訳）を渡されたことが作曲のきっかけであるという。マスネは原作を読んで、「熱狂と恍惚に満ちた情熱に思わず涙を流さずにはいられなかった」と語って感動し、涙したと伝えられ、「素晴らしいオペラになるに違いない」と予感したという。しかし実際には『若きウェルテルの悩み』をオペラにする構想を早くも1880年頃にすでにしており、これは友人たちに宛てた手紙の中で言及している。そして1885年から作曲に着手している。
1887年に総譜を完成させ、オペラ・コミック座の支配人レオン・カルヴァロに上演を依頼するが、カルヴァロは聴衆には陰鬱すぎるという理由で断られてしまう。さらにその年の暮れにコミック座は火事で焼失してしまい、『ウェルテル』はしばらくの間お蔵入りとなってしまう。

### 初演とその後
『ウェルテル』の初演の機会が得られない最中、1890年に『マノン』がウィーンで初演され大成功を収め、この成功を受けて、宮廷歌劇場側が既に完成していた『ウェルテル』を非常に興味を示したため、ようやく初演が実現し、1892年の2月16日にドイツ語版によってウィーンで初演されて大成功を収め、同年中にヴァイマルなどドイツ各地で上演されている。
パリ初演は1893年の1月16日にコミック座で行われたが、失敗に終わってしまい、翌年にはレパートリーから除外されてしまう。しかし1903年にアルベール・カレが同劇場で再上演を行った際は、徐々に人気を高め、パリのみで上演された回数は1300回以上を記録している。現在は最も人気のあるオペラとして上演され続けている。

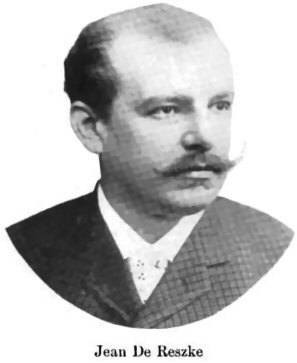
ジャン・ド・レシュケ

初演の後、アメリカ初演は1894年 3月29日にシカゴ公会堂にてニューヨーク・メトロポリタン歌劇場一座によって行われた。出演はエンマ・イームズ、シグリッド・アルノルドソン、ジャン・ド・レシュケ、マルタプーラら、指揮はマンチネッリであった。イギリス初演は1894年6月11日にロンドンのコヴェント・ガーデンロイヤル・オペラ・ハウスにて行われた。出演はイームズ、アルノルドソン、レシュケ、アルベールら、指揮はマンチネッリであった。マスネはジャン・ド・レシュケこそノーブルさを兼ね備えた理想のウェルテルと満足していたと言われる。1902年にマスネは当時《バリトンの王》と呼ばれていたマッティア・バティスティーニのためにウェルテルをバリトン向けに編曲している。このバリトン版はトーマス・ハンプソンやルカ・グラッシ (Luca Grassi)などによって時おり歌われている。
日本初演はグルリットオペラ協会により1955年に産経ホールにて、フェルッチョ・タリアヴィーニの主演で上演された。

## 原作とリブレット

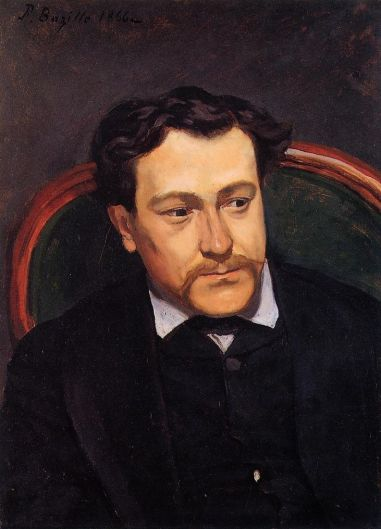
エドゥアール・ブロー

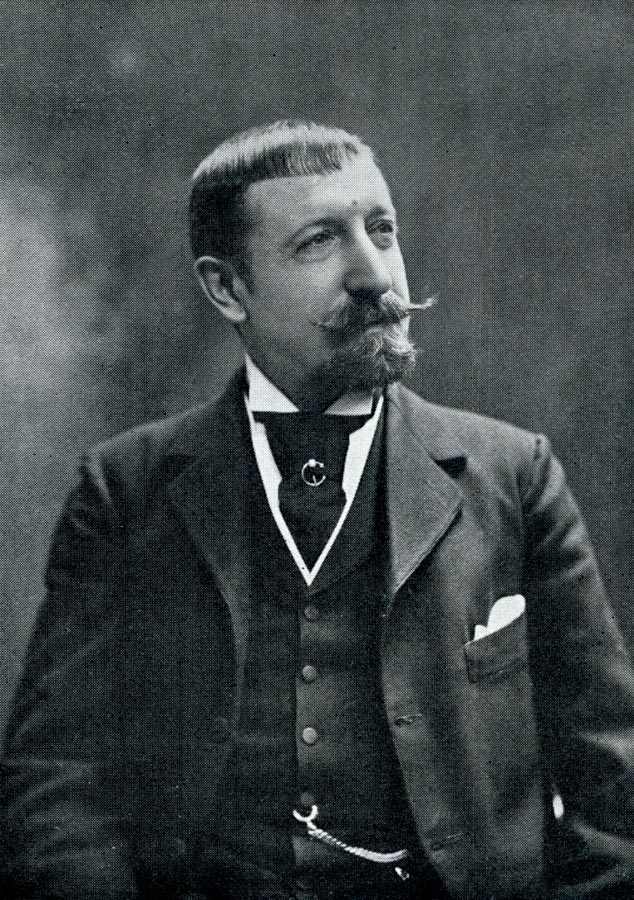
ポール・ミリエ

リブレットはゲーテの『若きウェルテルの悩み』（1774年）を原作としてエドゥアール・ブロー、ポール・ミリエ、ジョルジュ・アルトマンの3人の共同により、フランス語で制作された。原作との相違は原作ではウェルテルは拳銃で自殺をした後、翌日の朝になって召使いによって発見される。オペラではシャルロットがまだ息のあるウェルテルを見つけてドラマティックな二重唱となる。『新グローヴ オペラ事典』によれば「このオペラでは原作の筋をなしていた不幸に周囲の人々までが深く巻き込まれていることが分かる。アルベールの歌は少ないが、力量あるバリトンであれば、いかに冷酷さが心に忍び込むかを、つまり、単純で高潔そして妻への愛を確信していた男が妻にその恋人の死をもたらす道具を渡すよう命令できると夫へ変わっていくかを表現できるはずである。同様にソフィーの人生も姉とその放逸で極めて自己本位な情熱のために、取り返しのつかぬ程にくじかれてしまう」と指摘している。加えて、「『ウェルテル』は表面的には単純でほとんど平凡な愛と死の物語である。しかし、作曲家の洞察力は人間の醜い心理作用に光を当てて見せる。その手腕は驚くべきことに、ゲーテの原作に恥じるものではない」と結論付けている。

## 楽曲
『スタンダード・オペラ鑑賞ブック』の著者、酒井章は「マスネが『ウェルテル』に込めたもの、それは異端児の悲しさ、そして、滅びの美学である。シャルロット、アルベール、ソフィー、法務官と子供たちが形成する世俗的調和と均衡の世界がある一方で、ウェルテルは異端分子である。彼は法務官一家が形成する均衡を瓦解させる存在だが、この人物の現実離れしたロマンティシズムがこの世のものとは思えぬ美しい旋律に飾られるとき、自然と理想の代弁者として輝き、敗れ去る者の美学がそこに体現されるのである」と解説している。
『ロマン派の音楽』を著したR.M.ロンイアーによれば、本作は「真の抒情オペラの最後のもののひとつであるが、かなりの調性的自由（例えば第1幕の愛の二重唱でのクライマックスのテーマへと導く、関係性の薄い一連の複数の調）を示しており、ドビュッシーの『ペレアスとメリザンド』の様式の最も重要な先駆者と見なし得る」と評価している。

## 楽器編成
- 木管楽器:フルート2（ピッコロ持ち替え）、オーボエ2、ファゴット2、クラリネット2、イングリッシュホルン、アルトサックス
- 金管楽器:ホルン4、トランペット2、トロンボーン2、テューバ
- 打楽器:ティンパニ、バスドラム、トライアングル、タムタム、ウィンドマシーン
- その他:弦五部、ハープ、チェレスタ、オルガン

## 演奏時間
全幕2時間20分。前奏曲:約5分、第1幕:38分、第2幕:35分、第3幕:38分、第4幕:24分。

## 登場人物
| 人物名                        | 声域                         | 役                    | 1892年2月16日 初演時の配役 指揮：ヴィルヘルム・ヤーン | 1893年1月16日 パリオペラ・コミック座での フランス初演時の配役 指揮：ジュール・ダンベ |
| ----------------------------- | ---------------------------- | --------------------- | ----------------------------------------------------- | ------------------------------------------------------------------------------------ |
| ウェルテル                    | テノール                     | 23歳                  | エルネスト・ヴァン・ダイク                            | ギヨーム・イボス                                                                     |
| アルベール                    | バリトン                     | 25歳                  | フリッツ・ネイド                                      | マックス・ブヴェ                                                                     |
| 大法官                        | バスまたは バリトン          | シャルロットの父      | カール・マイアホファー                                | ティエリー                                                                           |
| シャルロット （シャルロッテ） | メゾソプラノ または ソプラノ | 20歳 大法官の長女     | マリー・ルナール                                      | マリー・ドゥルナ                                                                     |
| ソフィー （ゾフィー）         | ソプラノ                     | 15歳 シャルロットの妹 | エレン・フォスター＝ブラント                          | ジャンヌ・レーネ                                                                     |
| シュミット                    | テノール                     | 大法官の友人          | アントン・シュリッテンヘルム                          | バルノール                                                                           |
| ジョアン （ヨハン）           | バスまたは バリトン          | 大法官の友人          | ベネディクト・フェリックス                            | アルテュス                                                                           |
| ブリュールマン                | テノール                     | 青年                  | アウグスト・シュトール                                | エロワ                                                                               |
| ケートヒェン                  | ソプラノ                     | 少女                  | エンマ・カロリーナ                                    | ドミング                                                                             |
| 6人の子供たち                 | 子供の声                     | －                    | －                                                    | －                                                                                   |

その他（黙役）:住民たち、召使たち、客たち

## あらすじ
時と場所:1780年代の夏からクリスマス、フランクフルト郊外のヴェッツラー

### 第1幕 法官の家の庭

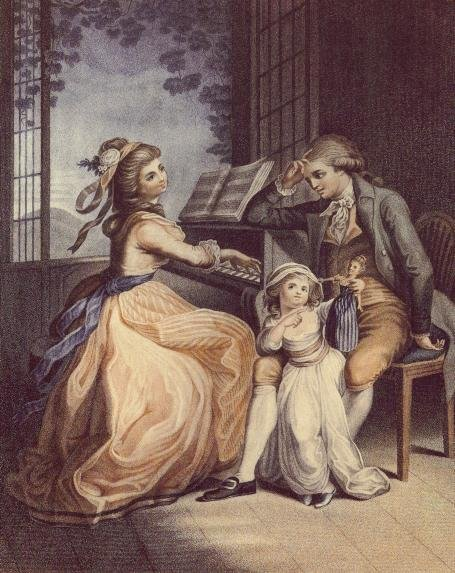
ウェルテルとシャルロット

悲劇的結末を暗示するように管弦楽が重厚な前奏曲に続いて幕が開く。ある夏の夕暮れ、シャルロットの父親である大法官のはまだ7月だというのに、6人の子供たちにクリスマスキャロル（Noël! Noël!）の練習をさせている。大法官は大声で歌うなと注意するが、子供達はわざと大声を出し、ちゃんと歌おうとしないのでうんざりしてしまう。しかし「シャルロットも向こうで聴いているぞ」と怒られると、急に真剣に歌い出す。姉のシャルロットがこの家で亡くなった母親代わりの存在であることが示されている。そこに父親の友人シュッミットとジョアンが現れ、酒を酌み交わしながら、今夜開かれる舞踏会のことやアルベールやウェルテルの噂話など雑談をして先に出かけて行く。外のベンチには農夫に案内された若き詩人ウェルテルが現れる。ヴァイオリンのソロが繊細なウェルテルの性格を象徴するように奏される。ウェルテルは家から聞こえてくる子供たちの話し声と家族を世話するシャルロットの姿を目にし、幼少の頃を回想し「おお、恵みに溢れた自然よ」（O nature, pleine de grâce）と歌う。そしてウェルテルが居間に通されると、舞踏会の衣装をまとったシャルロッテが現れ、子供たちに食事の世話をしてやる。大法官はウェルテルにシャルロットが今は母親代わりなのだと話す。ウェルテルは和やかな家族の光景に心癒され、「夢みたいだ、こんな完全な存在と舞踏会に行けるなんて」と心の中で呟く。家事を終えたシャルロットはソフィーに後を頼み、ウェルテルと共に舞踏会に出かけて行く。大法官が友人の待つ居酒屋へ出かけて行くと、仕事の旅から帰ったシャルロットの婚約者アルベールが訪れる。出迎えた妹のソフィーが姉は今晩は出かけましたが、ずっと結婚を楽しみにしていたと話す。アルベールは半年の不在の間も彼女の愛情が変わらなかったことを喜び「シャルロットは希望の全て」（Tout mon espoir et toute ma tendresse!）と歌う。ソフィーとアルベールが退場すると、辺りが次第に暗くなって夜空の月が輝き始める。すると間奏曲｢月の光｣が流れ、楽しげに語らうウェルテルとシャルロットが腕を組んで舞踏会から帰ってくる。静かでゆったりと流れる旋律の中でウェルテルは破滅的な恋情が抑えられなくなる。ウェルテルはシャルロットに魅かれ「あなたは最高の人、最も美しい人！」（Vous êtes la meilleure ainsi que la plus belle des créatures!）と告白する。シャルロットは戸惑いながらもウェルテルは自分のことを何も知らないのにとはぐらかそうとする。その時、管弦楽が驚いたような響きを奏でると、家の中からアルベールが戻ったと言う父親の声が聞こえて来る。シャルロットはアルベールが昔、死の床につく母と約束した婚約者であることを伝え、家に入ってしまう。残されたウェルテルは「他の男が彼女の夫なのか」（Un autre! son époux!）と絶望するのだった。

### 第2幕 中央広場

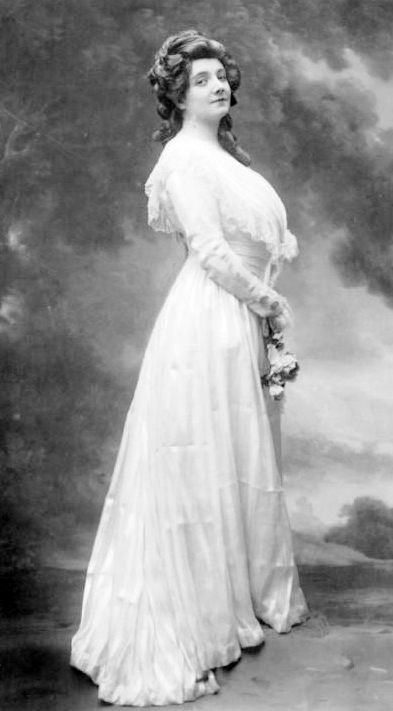
シャルロットを演じるクレール・クロワザ

9月の日曜日ののどかな午後の様子を表すような前奏が流れる。大法官の友人シュミットとジョアンはお酒を飲みながら「バッカス讃歌」（Vivat Bacchus!）を陽気に歌っている。教会の中からはオルガンの響きが聞こえて来る。日曜の礼拝にやって来る町の人々の中に、新婚3カ月となったシャルロットとアルベールがいる。アルベールは毎日を共に過ごす幸せを歌い、シャルロットに後悔はないかと問う。シャルロットは後悔などはなく幸福だと優しく答える。そして二人は連れ立って教会に入って行く。一方、シャルロットを忘れられないウェルテルは一人絶望にくれ、教会の外で「神よ、私にあの天使と人生をともにさせてくれたなら」（Dieu de bonté, si tu m'avais permis de marcher dans la vie avec cet ange）と｢悲痛の歌｣を歌う。そこへ教会から出てきたアルベールがウェルテルを見つけ、傍らに近づいてウェルテルの苦しみは分かると同情する。そして、自分の幸福がウェルテルの夢を奪ってしまったことを詫びるのだった。紳士的な態度を崩さないアルベールにウェルテルはもう町を出なければいけないと伝える。そこに明るいコケティッシュな音楽に乗ってソフィーが礼拝の献花を持って現れる。ウェルテルに淡い恋心をソフィーは彼をダンスに誘う。ソフィーは「空には明るい太陽が輝き、」（Du gai soleil pleine de flamme）と「陽気な太陽」を歌い、町中に幸せが満ちていると言う。アルベールはウェルテルにソフィーが恋をしているとそれとなく仄めかす。ウェルテルは自分が幸せになれるだろうかと自問自答し、黙り込んでしまう。ソフィーはメヌエットを一緒に踊りましょうと告げ、アルベールと共に去って行く。その直後に教会から出てきたシャルロットはウェルテルと再会する。ウェルテルは二人が出会った頃を回想し愛情を吐露する。心揺さぶられながらもシャルロットは自制心を保ち、自分のことは忘れて欲しくはないが、暫く町を離れて冷静さを取り戻してほしいと言う。そして、クリスマスには待っていますと告げ家路につく。残されたウェルテルは放蕩息子の寓話をもじりながら自殺を考え「子供が旅から戻る時」（Lorsque l'enfant revient d'un voyage）を歌う。ウェルテルが立ち去る決意をしたところに、ソフィーがウェルテルをダンスに誘いにやって来る。ウェルテルは永久に町を去るとそっけなく別れを告げて走り去るので、ショックを受けて泣き崩れてしまう。ソフィーは駆け寄ってきたシャルロットとアルベールにウェルテルが永久に町を去ったことを伝える。シャルロットとアルベールも衝撃を受け、3人は茫然と立ちつくすのだった。

### 第3幕 アルベールの応接間

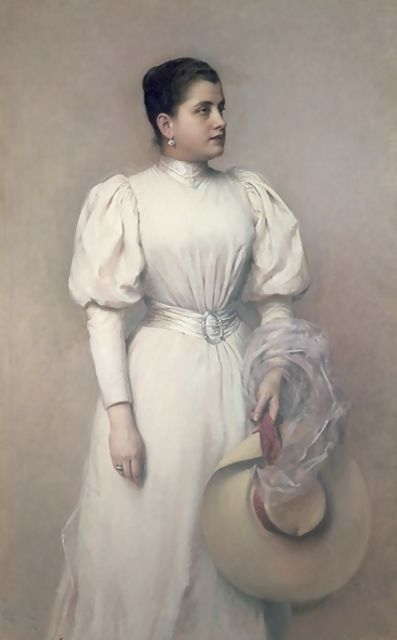
初演でシャルロットを演じたマリー・ルナール

ウェルテルの心情を象徴するような暗く荘重な前奏が奏でられ、幕が開く。シャルロットはウェルテルから来た手紙を読みながら「私の心にウェルテルがいると誰が想像できたかしら、」（Qui m'aurait dit la place que dans mon coeur  il occupe aujourd'hui?）と｢手紙の歌｣を歌う。切々と語りかける手紙はシャルロットの心を揺さぶり、彼女はウェルテルへの想いを抑えられなくなってくる。そこに妹のソフィーがクリスマスの晩餐に誘いに訪ねて来る。ソフィーは姉の様子を心配し、自分自身もウェルテルに恋心を抱いているので姉の苦悩は分かっていると告げる。それを聞いたシャルロットは堰を切ったように泣きだし「流さぬ涙は人の心に入り込んで」（Les larmes qu'on ne pleure pas）と「涙の歌」を歌う。ソフィーは一緒に家に帰ろうと誘うが、シャルロットは虚ろで動こうとしない。仕方なくソフィーはシャルロットをおいて先に帰って行く。残ったシャルロットは己の義務を忘れないように力を授け給えと「祈り」〈Seigneur Dieu!〉を歌う。そこに突然ウェルテルが青ざめてよろめきながら現れ、何度も躊躇ったが約束の日に戻ってきてしまったと言う。シャルロットは必死で平静を装い、ここは何もかも昔のままで皆、ウェルテルの帰りを待っていたと言う。ウェルテルは拳銃の箱が置かれている整理箱の方に進むとシャルロットは拳銃から注意を逸らすため、かつてウェルテルが訳し始めていたオシアンの詩集を渡す。するとウェルテルは「何故私を眠りから覚ますのか？」（Pourquoi me réveiller, ô souffle du printemps?）と「オシアンの歌」を歌い、悲痛な想いを訴える。シャルロットは、ウェルテルの激しい感情のほとばしりに抵抗できなくなり、二人は束の間抱き締め合う。しかし、シャルロットは我に返り、永遠の別れを告げて別室に逃げ去る。希望が打ち砕かれたウェルテルは絶望し覚悟を決める。部屋に入ってきたアルベールは、シャルロットを呼び、彼女の動揺した様子を見て、何があったのかと尋ねる。召使いがウェルテルの手紙を持って来てアルベールに渡す。手紙にはウェルテルが長い旅に出るので銃を貸して欲しいと書いてある。それを見たアルベールは冷たい口調でシャルロットに銃を届けるよう言い付ける。シャルロットは不吉な予感を覚え、動揺しながらも拳銃を召使いに渡す。怒りに震えるアルベールはウェルテルの手紙を握りつぶして出て行く。シャルロットは間に合うように祈りながら後を追うのだった。

### 第4幕 ウェルテルの書斎

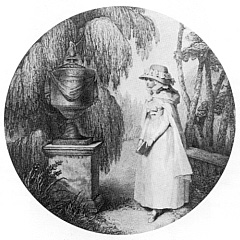
ウェルテルの墓

クリスマス・イヴの夜、村は雪に覆われている。木々や屋根の上に月の光が注がれている。寒風が吹きすさぶ様子が管弦楽によって巧みに表現されている。燭台の薄暗い光が部屋を照らしている。駆けつけてきたシャルロットはかつて二人で並んで座った長椅子の下に倒れているウェルテルを見出だす。瀕死のウェルテルは穏やかな表情を浮かべて許しを乞う。シャルロットは泣きすがり、助けを呼ぼうとする。しかし、ウェルテルはそれを遮り、君だけでいい、最後の幸せの時に誰にも二人を離させたくはないと告げる。シャルロットは今までは言えなかったが、自分も初めて会った時から愛していたと初めて愛を告白し、口づけをする。二人は固く抱き合う。ウェルテルは死んだら二本のライムの木の下に埋めてほしい、キリスト教の定めで許されないなら道端か寂しい谷間に墓を作ってほしい、ある女性が優しい涙を死んだ男の影に流してくれれば死んだ哀れな男の魂は救われるだろうと言い残し、息絶える。シャルロットはウェルテルの亡骸を抱きしめる。教会からは子供たちの歌う幸福そうなクリスマスキャロルが聞こえてくるが、シャルロットには虚しく響くのだった。

## 主な全曲録音・録画（原語）
| 年   | 配役 ウェルテル シャルロット アルベール ソフィー 大法官                                                                   | 指揮者 管弦楽団 合唱団 | レーベル                                                           |
| ---- | --- | --- | ------------------------------------------------------------------ |
| 1931 | ジョルジュ・ティル ニノン・ヴァラン マルセル・ロケ ジェルメーヌ・フェラルディ アルマン・ナルソン                          | エリー・コーエン パリ・オペラ・コミック座管弦楽団 オペラ・コミック座合唱団                                                   | CD: Diapason ASIN: B0002TY48S                                      |
| 1969 | ニコライ・ゲッダ ビクトリア・デ・ロス・アンヘレス ロジェ・ソワイエ マディ・メスプレ ジャン＝クリストフ・ブノワ            | ジョルジュ・プレートル パリ管弦楽団 フランス放送児童合唱団                                                                   | CD: EMI ASIN: B0000CG8EP                                           |
| 1979 | プラシド・ドミンゴ エレーナ・オブラスツォワ フランツ・グルンドヘーバー アーリーン・オジェー クルト・モル                  | リッカルド・シャイー ケルン放送交響楽団 ケルン少年合唱団                                                                     | CD: Deutsche Grammophon ASIN: B00000E2UX                           |
| 1979 | アルフレード・クラウス タティアナ・トロヤノス マッテオ・マヌグエラ クリスティーヌ・バルボー ジュール・バスタン            | ミシェル・プラッソン ロンドン・フィルハーモニー管弦楽団 ロンドン・フィルハーモニー合唱団                                     | CD: EMI ASIN: B002N4DZ1C                                           |
| 1980 | ホセ・カレーラス フレデリカ・フォン・シュターデ トーマス・アレン イゾベル・ブキャナン ロバート・ロイド                    | コリン・デイヴィス ロイヤル・オペラ・ハウス管弦楽団 ロイヤル・オペラ・ハウス合唱団                                           | CD: DECCA ASIN: B00005FGBN                                         |
| 1995 | ジェリー・ハドリー アンネ・ゾフィー・フォン・オッター ジェラール・デリュエル ドーン・アップショウ ジャン=マリー・フレモー | ケント・ナガノ リヨン国立歌劇場管弦楽団 リヨン国立歌劇場合唱団                                                               | CD: ERATO ASIN: B00005HHQ6                                         |
| 1998 | ラモン・バルガス ヴェッセリーナ・カサロヴァ クリストファー・シャルデンブランド ドーン・コトスキ ウンベルト・チウンモ      | ヴラディーミル・ユロフスキ ベルリン・ドイツ交響楽団 ベルリン児童合唱団                                                       | CD: RCA ASIN: B00008CH8O                                           |
| 1998 | プラシド・ドミンゴ ブリギッテ・ファスベンダー ハンス・ギュンター・ネッカー マリアンネ・ザイベル キート・エンゲン          | ヘスス・ロペス＝コボス バイエルン国立歌劇場管弦楽団 バイエルン国立歌劇場合唱団                                               | CD: Orfeo D'Or ASIN: B000026A62                                    |
| 1998 | ロベルト・アラーニャ アンジェラ・ゲオルギュー トーマス・ハンプソン パトリシア・プティボン ジャン＝フィリップ・クルティス  | アントニオ・パッパーノ ロンドン交響楽団 ロンドン交響合唱団 ティフィン児童合唱団                                              | CD: Warner Classics（EMI） ASIN: B00AZPXBD8                        |
| 1999 | マルクス・ハドック ベアトリス・ユリア＝モンゾン ルネ・マシス ジャエル・アザレッティ ジャン・フィリップ・マルリエール      | ジャン＝クロード・カサドシュ リール国立管弦楽団 ボレアール合唱隊                                                             | CD: NAXOS ASIN: B00006RHQ0                                         |
| 2004 | トーマス・ハンプソン スーザン・グラハム ステファーヌ・デグー サンドリーヌ・ピオー ルネ・シレール                          | ミシェル・プラッソン トゥールーズ・カピトール国立管弦楽団 パリ聖歌隊                                                         | DVD: DECCA ASIN: B000EQHSDC 1902年バリトン版による演奏会形式の録画 |
| 2005 | マルセロ・アルバレス エリーナ・ガランチャ アドリアン・エレード イレアーナ・トンカ アルフレード・シュラメク                | フィリップ・ジョルダン ウィーン国立歌劇場管弦楽団 ウィーン国立歌劇場合唱団 演出：アンドレイ・セルバン                        | DVD: Arthaus ASIN: B002WL1ZTA                                      |
| 2005 | ロベルト・アラーニャ ケイト・アルドリッチ マルク・バロー ナタリー・マンフリーノ ミシェル・トランポン                      | アラン・ギンガル トリノ王立歌劇場管弦楽団 トリノ王立歌劇場合唱団 演出: ダヴィド・アラーニャ                                  | DVD: Deutsche Grammophon ASIN: B00GWRLTVY PAL                      |
| 2010 | ヨナス・カウフマン ソフィー・コッシュ リュドヴィク・テジエ アンヌ＝カトリーヌ・ジレ アラン・ヴェルヌ                      | ミシェル・プラッソン パリ・オペラ座管弦楽団 パリ・オペラ座合唱団 オー・ド・セーヌ児童合唱団 演出: ブノワ・ジャコ             | DVD: DECCA ASIN: B0735CBCGY                                        |
| 2011 | ローランド・ヴィラゾン ソフィー・コッシュ オーデュン・イヴェルセン 中村恵理 アラン・ヴェルヌ                              | アントニオ・パッパーノ ロイヤル・オペラ・ハウス管弦楽団 ロイヤル・オペラ・ハウス合唱団                                       | CD: Deutsche Grammophon ASIN: B006PDEI7C                           |
| 2017 | フアン・ディエゴ・フローレス アンナ・ステファニー アウドゥン・イヴェルセン メリッサ・プティ チェイン・デイヴィッドソン    | コルネリウス・マイスター フィルハーモニア・チューリッヒ チューリッヒ歌劇場合唱団 児童・少年合唱団 演出: タチヤナ・ギュルバカ | DVD: Accentus Music ASIN: B0791WTKH2                               |

## 参考資料
- 『スタンダード・オペラ鑑賞ブック5　フランス&ロシアオペラ+オペレッタ』酒井章（著）、音楽之友社 (ISBN 978-4276375451)
- 『最新名曲解説全集19 歌劇2』 永竹由幸ほか (著)、音楽之友社 (ISBN 978-4276010185)
- 『新グローヴ オペラ事典』 スタンリー・セイデイ著、白水社（ISBN 978-4560026632）
- 『オペラ名曲百科 上 増補版 イタリア・フランス・スペイン・ブラジル編』 永竹由幸 著、音楽之友社（ISBN 4-276-00311-3）
- 『ラルース世界音楽事典』福武書店
- 『オックスフォードオペラ大事典』ジョン・ウォラック、ユアン・ウエスト（編集）、大崎滋生、西原稔（翻訳）、平凡社（ISBN 978-4582125214）
- 『ロマン派の音楽 (プレンティスホール音楽史シリーズ) 』 R.M. ロンイアー (著)、村井 範子 (訳)、佐藤馨 (訳)、松前紀男 (訳)、藤江効子 (訳)、東海大学出版会（ISBN 4486009185）
- 『パリ・オペラ座－フランス音楽史を飾る栄光と変遷－』竹原正三 著、芸術現代社（ISBN 978-4874631188）
- 『歌劇大事典』大田黒元雄 著、音楽之友社（ISBN 978-4276001558）